# 구량차리로
구량차리로(Guryangchari-ro)는 울산광역시 울주군 두동면 천전리와 두서면 차리를 연결하는 도로이다.

## 노선 경로
- 신당삼거리 - 반구대로 (국도 제35호선)
- 두서면 차리 부근 진입 끝

## 같이 보기
- 구량천